# Даррен Флетчер
Да́ррен Барр Фле́тчер (англ. Darren Barr Fletcher; нар. 1 лютого 1984, Далкіт, Шотландія) — шотландський футболіст англійського клубу «Вест Бромвіч Альбіон», який грає на позиції центрального півзахисника. Багаторічний капітан збірної Шотландії. Починав грати з молодіжного складу «Юнайтед». За свою кар'єру виграв чотири Прем'єр Ліги Англії, один Кубок Англії, два Кубка Ліги, чотири Суперкубка Англії, а також Лігу Чемпіонів УЄФА і Клубний Чемпіонат Світу. Був обраний у команду 2009-10 років Прем'єр ЛІги.
Дебютував за збірну у 2003 і забив свій перший гол у наступному матчі. Отримав капітанську пов'язку у серпні 2009.

## Клубна кар'єра

### Рання
Народився у Докіті, Шотландія. Флетчер проводить всю свою кар'єру за «Манчестер Юнайтед» починаючи з молодіжної команди. Обрав клуб у віці 11 років і став наймолодшим гравцем «Юнайтед», коли був заявлений у перший склад команди в сезоні 1999–2000 на матч проти «Астон Вілли» 14 травня 2000.

### «Манчестер Юнайтед»

#### 2003-04
Потрапляв до складу «Юнайтед», зіграв багато важливих матчів у сезоні і виграв фінал Кубка Англії проти «Мілволла» у травні.

#### 2004-05
Незважаючи на поганий початок сезону, Флетчер потрапляв до складу. 1 січня 2005 забив свій перший гол на клубному рівні проти «Мідлсбро».

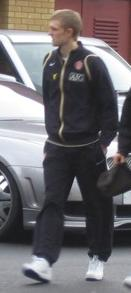

#### 2005-06
Флетчер став одним із об'єктів критики з боку капітана команди Роя Кіна за розгромний програш 4-1 від «Мідлсбро» у жовтні 2005 року. Кін сказав репортерам: «Я не розумію чому в Шотландії захоплюються Флетчером». Флетчер відповів на критику 6 листопала, забивши важливий єдиний м'яч у ворота «Челсі».

#### 2006-07
Даррен зберіг місце у старті, але тільки на лавці запасних. Виходив у матчах проти «Чарльтон Атлетик» і «Мідлсбро» у грудні і забивав переможні голи. Потім знову забив «Чарльтону» вже у лютому. Впродовж сезону Сер Алекс Фергюсон волів використовувати квартет півзахисників Криштіану Роналду, Пола Скоулза, Майкла Карріка і Раян Ґіґґза, залишаючи Даррена на заміні. Тим не менш, коли Скоулз був дискваліфікований, Даррен зіграв у преможному матчі проти «Роми», який закінчився 7-1.

#### 2008-09

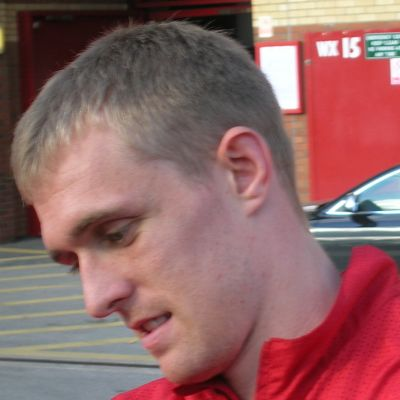

Через травми Роналду і Карріка почав в основі перші дві гри сезону. Забив у першому ж матчі проти «Ньюкасла». Другий гол сезону він забив «Портсмуту» з пасу Патріса Евра. У цьому матчі, який закінчився з рахунком 1-0, отримав жовту картку на 93-й хвилині.
3 жовтня 2008 року підписав новий контракт з «Юнайтед», який продержить Флетчера у клубі ще 3 роки. Третій гол сезону він забив «Евертону» 25 жовтня. А наступний гол у півфіналі Клубного Чемпіонату Світу проти японського клубу «Гамба Осака», вийшовши на заміну.
У півфінальному матчі Ліги Чемпіонів проти «Арсенала» отримав червону картку, яка залишила його поза фінальним матчем. Це рішення судді було оскаржено, але у турнірі не можна відміняти покарання.

#### 2009-10
Зміцнив своє місце у складі команди, зігравши низку важливий матчів. Він відкрив рахунок у першому дербі Манчестера, який закінчився для нього перемогою 4-3. І був обраний до команди тижня. 21 листопада забив, можливо, свій найкращий гол за «Юнайтед» проти «Евертона». У цьому сезоні через кризу травм був переведений у захист і у парі з Майклом Карріком грав у центрі оборони. Був вилучений з поля у матчі проти «Бірмінгема» 9 січня, через 2 жовті карти. 10 березня у Лізі Чемпіонів забив «Мілану». Матч закінчився 4-0 і загальний рахунок двох матчів став 7-2. Це був його перший гол у турнірі. Після цього був капітаном у матчі з «Вест Хемом». У квітні був обраний у команду року Прем'єр Ліги за вдалу гру протягом сезону. 9 травня в останньому матчі забив клубу Сток Сіті, який закінчився 4-0.

#### 2011–2015
У грудні 2011 року Флетчер оголосив про те, що змушений перервати футбольну кар'єру на деякий час. Причиною цього став виразковий коліт — хронічне захворювання кишечника, виявлене у Даррена за кілька місяців до цього. Восени 2012 року, на початку наступного сезону, Флетчер повернувся на поле і провів кілька матчів, але в січні 2013 року знову припинив кар'єру через операцію, яка повинна була допомогти йому вирішити проблеми зі здоров'ям.
Флетчер остаточно повернувся в професійний футбол 15 грудня 2013 року, вийшовши на заміну у виїзному матчі прем'єр-ліги проти «Астон Вілли» (0:3 на користь «червоних дияволів»). 26 грудня він зіграв у стартовому складі своєї команди вперше за 390 днів.

### «Вест Бромвіч Альбіон»
2 лютого 2015 року Даррен Флетчер перейшов в «Вест Бромвіч Альбіон», підписавши з клубом контракт на два з половиною роки. Дебют шотландця відбувся 8 лютого, а 11 квітня 2015 року він забив свій перший гол за «дроздів», вразивши ворота «Лестер Сіті».

## Кар'єра у збірній
Флетчер зарекомендував себе, як звичайний вібір для збірної. Забив свій перший гол проти збірної Литви. Цей гол вивів Шотландію до стадії плей-оф Євро 2004. Став капітаном у матчі проти Естонії. Став другим наймолодшим капітан після Джона Ламбі.
На Чемпіонаті Світу 2006 забив з відстані 25 метрів у ворота збірної Словенії.

### Голи за збірну
Голи і результати збірної.
| #  | Дата           | Місце проведення     | Опонент           | Голи | Результат                                           | Змагання               |
| -- | -------------- | -------------------- | ----------------- | ---- | --------------------------------------------------- | ---------------------- |
| 1. | 11 жовтня 2003 | Гемпден Парк, Глазго | Литва             | 1-0  | 1-0 [Архівовано 2 червня 2013 у WebCite]            | кваліфікація Євро-2004 |
| 2. | 30 травня 2004 | Істер Роуд, Единбург | Тринідад і Тобаго | 1-0  | 4-1 [Архівовано 15 червня 2004 у Wayback Machine.]  | Товариський матч       |
| 3. | 12 жовтня 2005 | Арена Петрол, Целє   | Словенія          | 1-0  | 3-0 [Архівовано 26 вересня 2006 у Wayback Machine.] | кваліфікація ЧС-2006   |
| 4. | 2 вересня 2006 | Селтік Парк, Глазго  | Фарерські острови | 1-0  | 6-0 [Архівовано 5 серпня 2017 у Wayback Machine.]   | кваліфікація Євро-2008 |
| 5. | 3 вересня 2011 | Гемпден Парк, Глазго | Чехія             | 2-1  | 2-2 [Архівовано 5 серпня 2017 у Wayback Machine.]   | кваліфікація Євро-2012 |

## Кар'єрна статистика

### Клуб
| Клуб                   | Сезон      | Прем'єр Ліга | Прем'єр Ліга | Кубок Англії | Кубок Англії | Кубок Ліги | Кубок Ліги | Єврокубки | Єврокубки | Інші  | Інші | Всього | Всього |
| Клуб                   | Сезон      | Появи        | Голи         | Появи        | Голи         | Появи      | Голи       | Появи     | Голи      | Появи | Голи | Появи  | Голи   |
| ---------------------- | ---------- | ------------ | ------------ | ------------ | ------------ | ---------- | ---------- | --------- | --------- | ----- | ---- | ------ | ------ |
| Манчестер Юнайтед      | 2002-03    | 0            | 0            | 0            | 0            | 0          | 0          | 2         | 0         | 0     | 0    | 2      | 0      |
| Манчестер Юнайтед      | 2003-04    | 22           | 0            | 5            | 0            | 2          | 0          | 6         | 0         | 0     | 0    | 35     | 0      |
| Манчестер Юнайтед      | 2004-05    | 18           | 3            | 3            | 0            | 3          | 0          | 5         | 0         | 1     | 0    | 30     | 3      |
| Манчестер Юнайтед      | 2005-06    | 27           | 1            | 3            | 0            | 4          | 0          | 7         | 0         | 0     | 0    | 41     | 1      |
| Манчестер Юнайтед      | 2006-07    | 24           | 3            | 6            | 0            | 1          | 0          | 9         | 0         | 0     | 0    | 40     | 3      |
| Манчестер Юнайтед      | 2007-08    | 16           | 0            | 1            | 2            | 0          | 0          | 6         | 0         | 1     | 0    | 24     | 2      |
| Манчестер Юнайтед      | 2008-09    | 26           | 3            | 3            | 0            | 1          | 0          | 8         | 0         | 4     | 1    | 42     | 4      |
| Манчестер Юнайтед      | 2009-10    | 30           | 4            | 0            | 0            | 3          | 0          | 7         | 1         | 1     | 0    | 41     | 5      |
| Манчестер Юнайтед      | 2010-11    | 26           | 2            | 2            | 0            | 1          | 0          | 7         | 1         | 1     | 0    | 37     | 3      |
| Манчестер Юнайтед      | 2011–12    | 8            | 1            | 0            | 0            | 0          | 0          | 2         | 1         | 0     | 0    | 10     | 2      |
| Манчестер Юнайтед      | 2012–13    | 3            | 1            | 0            | 0            | 2          | 0          | 5         | 0         | –     | –    | 10     | 1      |
| Манчестер Юнайтед      | 2013–14    | 12           | 0            | 1            | 0            | 3          | 0          | 2         | 0         | 0     | 0    | 18     | 0      |
| Манчестер Юнайтед      | 2014–15    | 11           | 0            | 1            | 0            | 0          | 0          | –         | –         | –     | –    | 12     | 0      |
| Манчестер Юнайтед      | Всього     | 223          | 18           | 25           | 2            | 20         | 0          | 66        | 3         | 8     | 1    | 342    | 24     |
| «Вест-Бромвіч Альбіон» | 2014–15    | 15           | 1            | –            | –            | –          | –          | –         | –         | –     | –    | 15     | 1      |
| «Вест-Бромвіч Альбіон» | 2015–16    | 9            | 0            | 0            | 0            | 1          | 0          | –         | –         | –     | –    | 10     | 0      |
| За кар'єру             | За кар'єру | 247          | 19           | 25           | 2            | 20         | 0          | 66        | 3         | 8     | 1    | 367    | 25     |

Статистика на 17 жовтня 2015

### Збірна
| Шотландія | 2003   | 4  | 1 |
| Шотландія | 2004   | 9  | 1 |
| Шотландія | 2005   | 7  | 1 |
| Шотландія | 2006   | 7  | 1 |
| Шотландія | 2007   | 7  | 0 |
| Шотландія | 2008   | 6  | 0 |
| Шотландія | 2009   | 6  | 0 |
| Шотландія | 2010   | 7  | 0 |
| Шотландія | 2011   | 5  | 1 |
| Шотландія | 2012   | 3  | 0 |
| Шотландія | 2013   | 0  | 0 |
| Шотландія | 2014   | 4  | 0 |
| Шотландія | 2015   | 5  | 0 |
| Шотландія | Всього | 70 | 5 |

## Нагороди

### Клубні
- Чемпіон Англії (5):

«Манчестер Юнайтед»: 2006–07, 2007–08, 2008–09, 2010–11, 2012–13
- Володар Кубка Англії (1):

«Манчестер Юнайтед»: 2003–04
- Володар Кубка Футбольної ліги (2):

«Манчестер Юнайтед»: 2008–09, 2009–10
- Переможець Ліги чемпіонів УЄФА (1):

«Манчестер Юнайтед»: 2008
- Володар Суперкубка Англії (4):

«Манчестер Юнайтед»: 2003, 2007, 2008, 2010
- Переможець Клубного чемпіонату світу (1):

«Манчестер Юнайтед»: 2008

### Міжнародні
Шотландія
- Кубок Кірін (1): 2006

### Індивідуальні
- Команда року Перм'єр Ліги Англії (1): 2009-10

## Особисте життя
Флетчер має двох синів-близнюків — Джека і Талера від своєї дружини Хейлі Гріс. Пара одружилася на початку червня 2010
Він був одним із багатьох футболістів Манчестера і Ліверпуля, які були пограбовані. Злодії погрожували його жінці ножем. Флетчер на той момент був у Мілані на матчі проти «Інтера».
Флетчер бере участь у програмі розвитку серед глухої молоді.